# 2758 Cordelia
A 2758 Cordelia (ideiglenes jelöléssel 1978 RF) a Naprendszer kisbolygóövében található aszteroida. Nyikolaj Sztyepanovics Csernih fedezte fel 1978. szeptember 1-jén.